# 圓棘鮃
圓棘鮃為輻鰭魚綱鰈形目鰈亞目牙鮃科的其中一種，為熱帶海水魚，分布於東太平洋區，從加利福尼亞灣至秘魯海域及半鹹水域，棲息深度0-30公尺，體長可達39公分，棲息在沿岸軟底質底層水域、河口區、紅樹林，以底棲性無脊椎動物及小魚等為食，生活習性不明，其可作為食用魚。

## 扩展阅读
維基物種上的相關：圓棘鮃